# Autostichinae
Autostichinae zijn een onderfamilie van vlinders in de familie Autostichidae. 

## Geslachten
| - Autosticha Meyrick, 1886 - = Automola Meyrick, 1883 non Automola Loew, 1873 (Diptera)[1][2][3] - = Epicharma Walsingham, 1897[1][2][3] - = Epicoenia Meyrick, 1906[2][3] - = Prosomura Turner, 1919[1][2][3] - = Semnolocha Meyrick, 1936[3] - Demiophila Meyrick, 1906 - Deroxena Meyrick, 1913 - Diophila Meyrick, 1937 - Encrasima Meyrick, 1916 - Heliangara Meyrick, 1906 - Ischnodoris Meyrick, 1911 | - Lasiodictis Meyrick, 1912 - Narthecoceros Meyrick, 1906 - Nephantis Meyrick, 1905 - Pachnistis Meyrick, 1907 - Parallactis Meyrick, 1925 - Procometis Meyrick, 1890 - Protobathra Meyrick, 1916 - Ptochoryctis Meyrick, 1894 - Stochastica Meyrick, 1938 - Stoeberhinus Butler, 1881 - = Staeberrhinus Rye, 1882[1] - Trichloma Lower, 1902 |